# Austin Jackson
Pour les articles homonymes, voir Jackson.
Austin Jarriel Jackson (né le 1er février 1987 à Denton, Texas, États-Unis) est un voltigeur de la Ligue majeure de baseball.

## Carrière

### Ligues mineures
Austin Jackson attire l'attention des experts avant même l'adolescence. En 1999, alors qu'il n'est âgé que de 12 ans, Baseball America le juge meilleur joueur de baseball aux États-Unis parmi tous ceux de son âge. Trois ans plus tard, la même publication le classe meilleur joueur de 15 ans au pays. 
Jackson est repêché par les Yankees de New York au 8e tour lors de la séance de repêchage amateur de 2005. Baseball America le considère à la fin 2008 meilleur espoir de l'organisation. Les Yankees doivent toutefois se départir de leur jeune voltigeur un an plus tard, alors qu'il fait partie du groupe de joueurs cédés aux Tigers de Détroit dans l'échange qui envoie le joueur étoile Curtis Granderson à New York.

### Tigers de Détroit

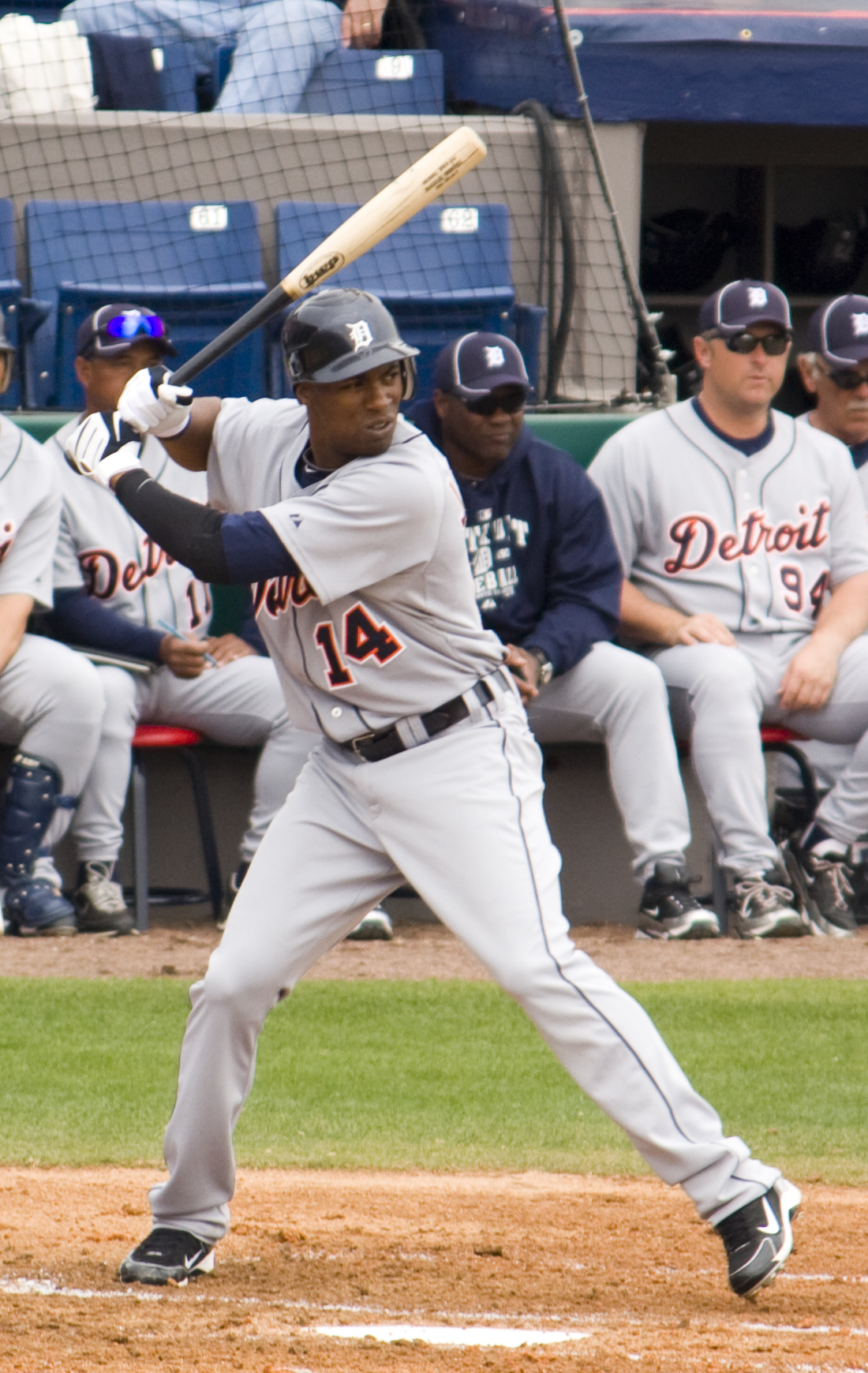
Austin Jackson, des Tigers, à sa première année en 2010.

#### Saison 2010
Austin Jackson mérite au camp d'entraînement 2010 des Tigers le poste de voltigeur de centre de l'équipe. Il amorce sa première partie dans les majeures à cette position le 5 avril 2010 contre les Royals de Kansas City et est inséré au premier rang du rôle offensif de l'équipe. Le premier coup sûr dans les majeures de Jackson est un double aux dépens du lanceur Robinson Tejada qui lui permet de produire son premier point en carrière. Il croise le marbre par la suite pour obtenir son premier point marqué dans le baseball majeur. Il claque son premier coup de circuit dans les majeures le 25 avril contre Colby Lewis des Rangers du Texas.
Jackson connaît des débuts remarquables et est nommé meilleure recrue d'avril 2010 dans la Ligue américaine de baseball. Au cours du premier mois de la saison, il maintient une moyenne au bâton de,364 et une moyenne de présence sur les buts de,422 avec un circuit, 36 coups sûrs dont 9 de plus d'un but, 7 points produits, 20 points marqués et 5 buts volés.

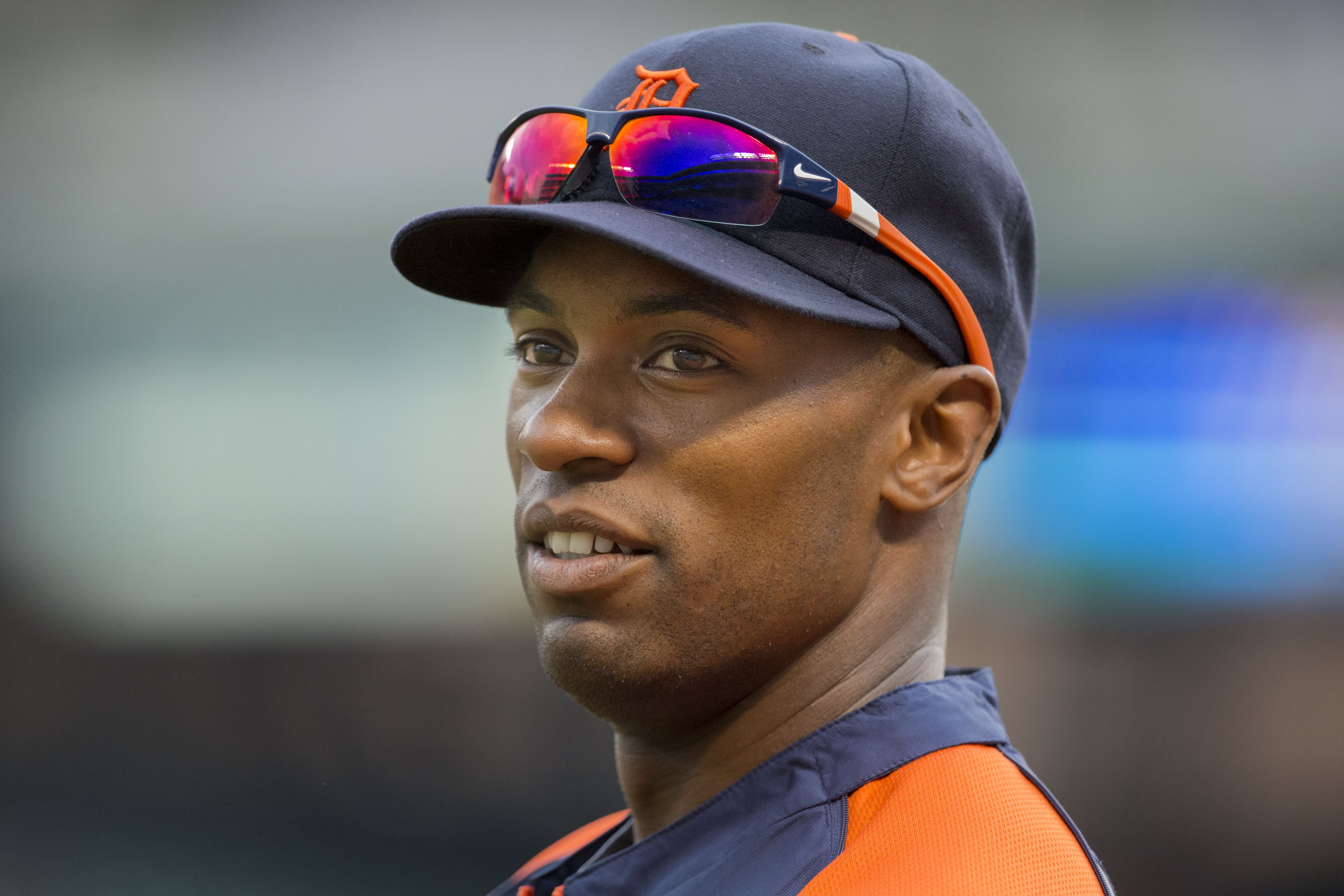
Austin Jackson en 2014 avec les Tigers de Détroit.

Il termine la saison 2010 avec une moyenne au bâton de,293, 181 coups sûrs, 103 points marqués et 41 points produits en 151 parties jouées. Il est cependant le joueur de la Ligue américaine le plus souvent retiré sur des prises durant la saison, soit 170 fois. Il reçoit huit votes de première place au scrutin visant à élire la recrue de l'année dans l'Américaine, mais échappe le titre au profit de Neftali Feliz des Rangers du Texas.

#### Saison 2011
La moyenne au bâton de Jackson baisse à ,249 en 153 matchs en 2011. Malgré moins de coups sûrs (147 plutôt que 181) et de doubles (22 plutôt que 34), il frappe 10 circuits, soit 6 de plus que l'année précédente, et établit un nouveau sommet en carrière de points produits (45). Il ajoute 22 buts volés. Avec 11 triples, il est premier de la Ligue américaine, à égalité avec Peter Bourjos des Angels. En revanche, il voit son nombre de retraits sur des prises augmenter, passant de 170 à 181. Il est le second joueur de l'Américaine le plus retiré de cette façon en 2011 après Mark Reynolds des Orioles de Baltimore. 
Participant pour la première fois aux éliminatoires, Jackson connaît une mauvaise Série de divisions contre les Yankees de New York avec seulement deux coups sûrs en 16 présences au bâton pour une moyenne de ,125. En Série de championnat contre Texas, il claque un circuit et produit quatre points en six parties.

### Mariners de Seattle

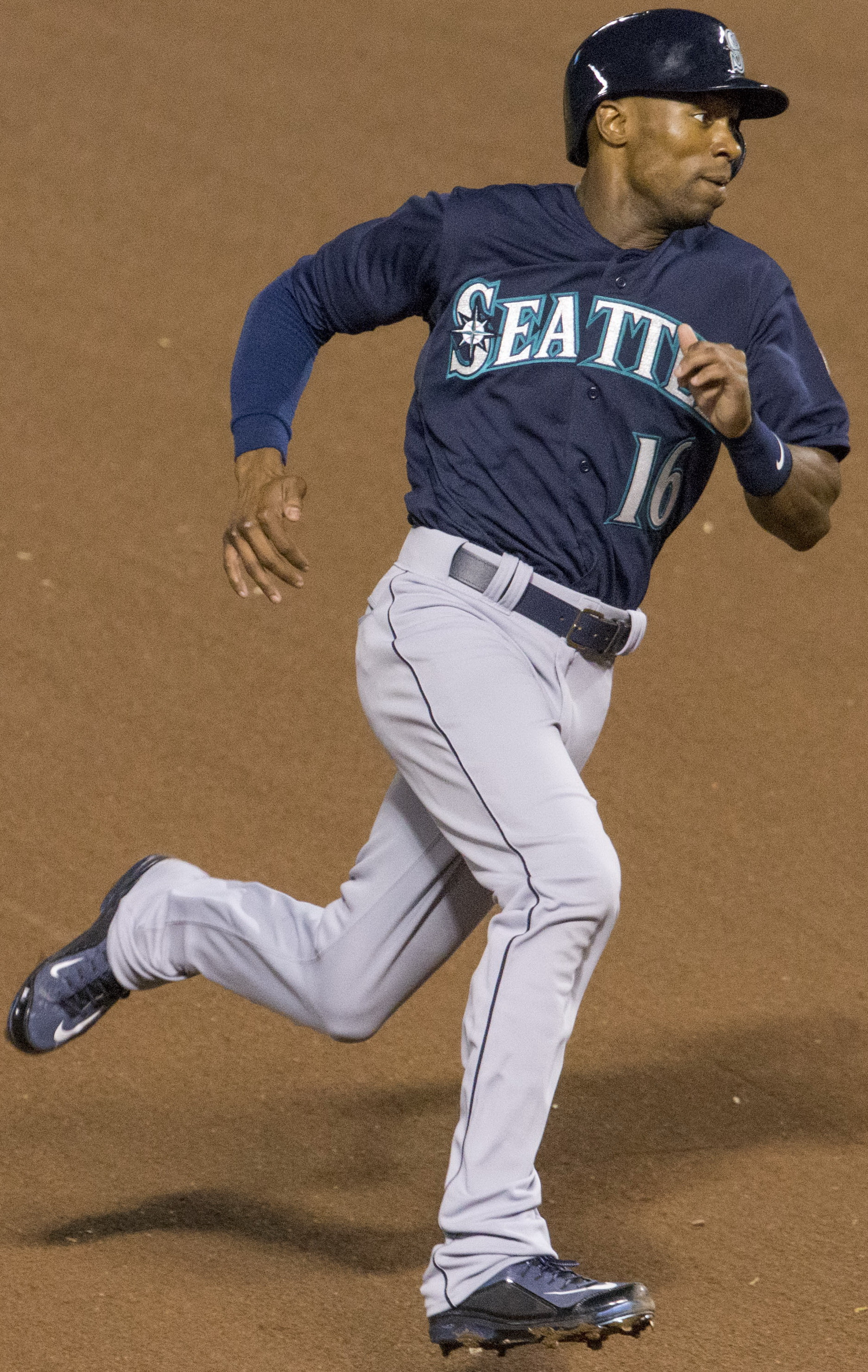
Austin Jackson en 2014 avec les Mariners de Seattle.

Le 31 juillet 2014, Jackson est transféré des Tigers de Détroit aux Mariners de Seattle dans un échange à 3 clubs impliquant aussi les Rays de Tampa Bay. Les Tigers cèdent leur voltigeur de centre aux Mariners, qui envoient le joueur de champ intérieur Nick Franklin aux Rays. La pièce maîtresse de cet échange est le lanceur gaucher étoile David Price, passé de Tampa Bay à Détroit, alors que le lanceur gaucher Drew Smyly et l'arrêt-court des ligues mineures Willy Adames font le chemin inverse.

### Cubs de Chicago
Les Mariners transfèrent Jackson aux Cubs de Chicago le 31 août 2015 en échange d'un joueur à être nommé plus tard.

### White Sox de Chicago

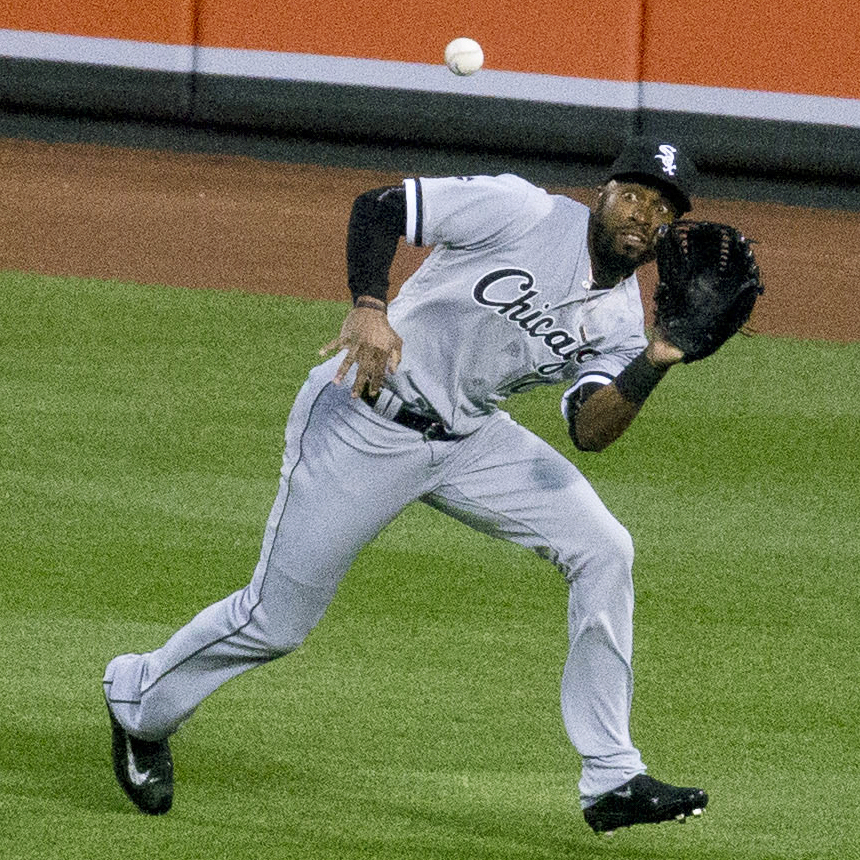
Austin Jackson au champ extérieur des White Sox de Chicago en avril 2016.

Le 6 mars 2016, Jackson signe avec les White Sox de Chicago un contrat de 5 millions de dollars pour une saison.

### Indians de Cleveland
Jackson signe un contrat des ligues mineures avec les Indians de Cleveland le 25 janvier 2017.

### Giants de San Francisco
Jackson rejoint les Giants de San Francisco le 22 janvier 2018.

### Mets de New York
Jackson rejoint les Giants de San Francisco le 27 juillet 2018.

## Statistiques
| Saison | Équipe                  | G    | AB   | R   | H    | 2B  | 3B | HR | RBI | SB  | BA   |
| ------ | ----------------------- | ---- | ---- | --- | ---- | --- | -- | -- | --- | --- | ---- |
| 2010   | Tigers de Détroit       | 151  | 618  | 103 | 181  | 34  | 10 | 4  | 41  | 27  | .293 |
| 2011   | Tigers de Détroit       | 153  | 591  | 90  | 147  | 22  | 11 | 10 | 45  | 22  | .249 |
| 2012   | Tigers de Détroit       | 137  | 543  | 103 | 163  | 29  | 10 | 16 | 66  | 12  | .300 |
| 2013   | Tigers de Détroit       | 129  | 552  | 99  | 150  | 30  | 7  | 12 | 49  | 8   | .272 |
| 2014   | Tigers de Détroit       | 100  | 374  | 52  | 102  | 25  | 5  | 4  | 33  | 9   | .273 |
| 2014   | Mariners de Seattle     | 54   | 223  | 19  | 51   | 5   | 1  | 0  | 14  | 11  | .229 |
| 2015   | Mariners de Seattle     | 107  | 419  | 46  | 114  | 18  | 3  | 8  | 38  | 15  | .272 |
| 2015   | Cubs Chicago            | 29   | 72   | 10  | 17   | 7   | 0  | 1  | 10  | 2   | .236 |
| 2016   | White Sox de Chicago    | 54   | 181  | 24  | 46   | 12  | 2  | 0  | 18  | 2   | .254 |
| 2017   | Indians de Cleveland    | 85   | 280  | 46  | 89   | 19  | 3  | 7  | 35  | 3   | .318 |
| 2018   | Giants de San Francisco | 59   | 149  | 12  | 36   | 8   | 0  | 0  | 13  | 2   | .242 |
| 2018   | Mets de New York        | 54   | 198  | 17  | 49   | 9   | 1  | 3  | 19  | 1   | .247 |
| Totaux | Totaux                  | 1115 | 4200 | 621 | 1145 | 218 | 53 | 65 | 381 | 114 | .273 |

Note : G = Matches joués ; AB = Passages au bâton; R = Points ; H = Coups sûrs ; 2B = Doubles ; 3B = Triples ; 
HR = Coup de circuit ; RBI = Points produits ; SB = Buts volés ; BA = Moyenne au bâton.